# ATP Buenos Aires 1968
L'ATP Buenos Aires 1968 è stato un torneo di tennis giocato sulla terra rossa. È stata la 39ª edizione del torneo. Si è giocato a Buenos Aires in Argentina dal 2 al 10 novembre 1968.

## Campioni

### Singolare maschile
Roy Emerson ha battuto in finale  Rod Laver con il punteggio di 9–7, 6–4, 6–4

### Doppio maschile
Andrés Gimeno /  Fred Stolle hanno battuto in finale  Rod Laver /  Roy Emerson con il punteggio di 6–3, 4–6, 7–5, 6–1